# Aeroporto di Adelaide
L'aeroporto di Adelaide è il principale aeroporto dell'Australia Meridionale ed il quinto aeroporto australiano; è situato nella zona di West Beach, praticamente all'interno della metropoli di Adelaide, a circa 10 chilometri dal centro della città, ed è gestito dalla società privata Adelaide Airport Limited dal 1998.